# حادثة مقتل محمد بديوي
حادثة مقتل محمد بديوي هي حادثة قتل وقعت في بغداد عندما قام ضابط من الحرس الرئاسي بقتل الصحفي والإعلامي «محمد بديوي الشمري»، مدير مكتب إذاعة العراق الحر. وأدت الحادثة إلى ردات فعل مختلفة أثرت على الحياة السياسية في العراق وبخاصة انتقاد رئيس البلاد لاستعماله تعابير غير ديمقراطية عند تناوله الحدث.

## حياته
ولد محمد بديوي في منطقة العزيزية بمحافظة واسط العراقية عام 1968، حاصل على شهادة البكالوريوس والماجستير والدكتوراه من كلية الآداب قسم الاعلام جامعة بغداد وعمل تدريسياً في الجامعة المستنصرية، انضم للعمل في إذاعة «إذاعة العراق الحر» التي تبث من بغداد منذ العام 2003 ، وبعدها شغل منذ العام 2006 منصب مدير تحرير إذاعة «إذاعة العراق الحر». وله كتابان «التعطيش السياسي - تفصيل في مسألة المياه في العراق» و«تحولات الإسلام السياسي في العراق» متزوج وله ثلاثة أبناء ولدان وبنت.

## حادثة القتل
في 23 / 3 / 2014 قتل الصحفي محمد بديوي أمام مبنى رئاسة الجمهورية على أيدي حراس الرئاسة، وأحد من شهود العيان على الحادثة كان زميله الصحفي حازم الشرع، الذي حدث إلى موقع (مدى بريس)، قال: «بديوي كان يحاول دخول المنطقة الرئاسية، التي يقع فيها مقر الإذاعة، كعادته كل يوم، وكان واقفا ضمن طابور طويل للسيارات التي ترغب بدخول المنطقة، لكن ضابطا في الحرس الرئاسي أتى في الاتجاه المعاكس، صدم سيارة بديوي بالخطأ، ولدى نزول بديوي لرؤية حال سيارته توجه بالكلام إلى الضابط، مما أدى إلى اندلاع مشادة بين الجانبين، تطورت سريعا إلى قيام الضابط بضرب بديوي، جنود اللواء الرئاسي هرعوا إلى الضابط وقاموا بمعاونته بضرب بديوي، الذي كان على الأرض يتلقى الضربات، ثم قام الضابط بضربه بمؤخرة المسدس ومن ثم اطلاق النار على رأسه ليرديه قتيلاً».

## بعد الحادثة
جاءت ردود أفعال كثيرة بعد هذه الحادثة وأهمها كان:
- رئاسة الجمهورية: ادانت مقتل مدير مكتب إذاعة العراق الحر في بغداد محمد بديوي مؤكدة أن هذا العمل يتنافى مع جميع «المبادئ والقيم التي تربى عليها أفراد اللواء الرئاسي».[4]
- نوري المالكي: حضر رئيس حكومة عراق (نوري المالكي) مكان وقوع الحدث وقال في كلمة لقناة العراقية «أنا ولي الدم، والدم بالدم».[5]
- واشنطن: أدانت الولايات المتحدة مقتل رئيس إذاعة «العراق الحر» محمد بديوي الشمري، داعية الحكومة العراقية إلى إجراء تحقيق شامل ومحاسبة المسؤولين عما حصل. واصفة مقتله بانه «خسارة كبيرة للعراق».[6]
- رئاسة أقليم كردستان: أعلنت رئاسة اقليم كوردستان عن أسفها وحزنها لمقتل الأكاديمي والصحفي الدكتور محمد بديوي الذي فقد حياته في حادث مؤسف بمدينة بغداد يوم 22/3/2014.[7]
- برهم صالح: قدم برهم صالح نائب طالباني في قيادة حزب الاتحاد الوطني الكردستاني التعازي لذوي الشهيد الصحفي محمد بديوي الشمري، مشيرا إلى ان الشهيد قضى في جريمة تدعو إلى الاستهجان والاستنكار، معزيا الاعلاميين العراقيين الذين يجابهون الامرين ويخاطرون بحياتهم لنقل الحقيقة إلى المواطنين.[8]
- قد أكد الأستاذ أثيل النجيفي محافظ نينوى في تصريح خاص لموقع KDP.info قائلا: «قضية استشهاد الدكتور المرحوم محمد بديوي هي قضية جنائية بكل الحسابات، والمفروض أن يأخذ القضاء دوره الكامل فيها، حيث ان القضاء هو الذي سيحكم، ومن الواضح أنه ومن الوهلة الأولى ان هناك حالة لتجاوز حالة الدفاع الشرعي حالة، هناك حالة من التجاوز على القانون في مقتل وأستشهاد الدكتور بديوي، على العموم هي متأثرة بالأجواء الموجودة في بغداد، وأن الكثير من الحوادث التي حدثت من أمثال ما حدث للمرحوم البديوي مع الأجهزة الأمنية لم تأخذ هذا الدور الأعلامي ولم تستغل بهذه الطريقة، بل هناك حوادث قتل عمد وملاحقة كما حدث مع عدد من الشخصيات تم تغطيتها».[9]

## المالكي والانتقادات
شن صحفيون وناشطون مدنيون وبرلمانيون هجوما لاذعا على رئيس الوزراء العراقي نوري المالكي بسبب تصريحاته، اثناء زيارته إلى موقع حادث مقتل الصحفي محمد بديوي، بأنه «ولي الدم، والدم بالدم»، معتبرا تصريحاته لا تتفق مع بناء بلد ديمقراطي.
- كفاح محمود -المستشار الإعلامي لرئيس إقليم كردستان العراق مسعود البارزاني: «هناك ملفات أمام الحكومة مفتوحة وهناك أسئلة مثيرة في مقتل الكثير من الصحفيين لم يهتم بها المالكي ولا حكومته، مما أوحى للجميع أن هناك تأجيجا للرأي العام ضد الأكراد» مضيفا أن «الذي قام بهذه الجريمة هو ضابط في الجيش العراقي، ولم يكن ضابطا في وزارة البيشمركة الكردستانية، وهو الحرس الجمهوري المكلف بحماية مقر الرئاسة».[11]
- اعتبر النائب عن التحالف الكردستاني محما خليل، «قول رئيس الوزراء نوري المالكي الدم بالدم بغير لائق»، مشددا على ضرورة عدم تحويل حادثة استشهاد الأستاذ الجامعي والإعلامي محمد بديوي إلى استهداف سياسي.
- أعرب نائب رئيس الوزراء في حكومة إقليم كردستان العراق عماد أحمد، عن مواساته وتعازيه باستشهاد الإعلامي والأستاذ الجامعي محمد بديوي من قبل أحد أفراد قوات حماية رئاسة الجمهورية الذي قتل في إحدى نقاط التفتيش الرئاسية في بغداد، وأعرب عن قلقه العميق من تصريحات السيد نوري المالكي بخصوص هذا الحادث المؤسف، وقوله «الدم بالدم».[12]
- الكاتب العراقي زكي رضا قال: «هل دماء محمد بديوي لها لون غير لون دم هادي المهدي الذي قتل لأنه انتقدك شخصيا وغيرهم الكثير من شهداء الكلمة والفكر؟»
- انتقدت وزيرة البيئة السابقة نرمين عثمان تصريحات المالكي حول حادث قتل الصحفي محمد بديوي، وأكدت في بيان لها تعليقا على تصريح المالكي بأن، «هذه التصريحات لا تتفق مع بناء بلد ديمقراطي».
- أكد الكاتب والصحفي العراقي المعروف ضياء الخليفة في مقال له حول حادثة مقتل الصحفي محمد الشمري، «الغريب ان السيد المالكي تحدث عن هذه الحادثة لوحدها بهذه الطريقة التي تعيد الاذهان إلى قرون ما قبل الإسلام عندما كان القصاص يؤخذ بالعصبية وتفقئ العيون مقابل العيون».
- أشار الكاتب العراقي حسين القطبي في مقال (الدم بالدم.. عندما يقولها رئيس وزراء؟)، بأن «زيارة المالكي لموقع الحادث، وهو يصرح لوسائل الاعلام بلغة تثير القرف الدم بالدم تذكر بزيارة الرئيس الأسبق صدام حسين لضحايا الانفجار عقب محاولة اغتيال طارق عزيز في الجامعة المستنصرية 1 نيسان 1980م، حيث استغل المحاولة الفاشلة من اجل اثارة حرب الثماني سنوات ضد الجارة إيران».

و قد تظاهر العشرات من الكرد من أهالي محافظة كركوك، مطالبين الحكومة بإبعاد قضية مقتل محمد بديوي عن الصراعات السياسية والدعاية الانتخابية، مشددين على ضرورة أن يكون القضاء العراقي فيصلاُ في هذا الموضوع، رافضين لغة «الدم بالدم» التي تحدث بها رئيس الحكومة نوري المالكي، مطالبين بدماء 182 الف قتلتهم الحكومات العراقية.

## وصلات خارجية
1. ↑  ليلى أحمد. (25 أذار 2014). "شهادات بحق الراحل (حسن راشد)". إذاعة العراق الحر. مؤرشف من الأصل في 24 سبتمبر 2015. {{استشهاد ويب}}: تحقق من التاريخ في: |تاريخ= (مساعدة)
2. ↑  "محمد بديوي الشمري". صحيفة الوسط البحرينية. 23 مارس 2014. مؤرشف من الأصل في 2015-08-22.
3. ↑  "كيف قتل الصحفي محمد بديوي الشمري في بغداد؟". المنار. 23 مارس 2014. مؤرشف من الأصل في 2016-03-10. اطلع عليه بتاريخ 2023-01-29.
4. ↑  "-". صوت العراق. مؤرشف من الأصل في 2015-09-24.
5. ↑  "المالكي يوجه باعتقال قاتل الاستاذ الجامعي محمد بديوي". السومرية نيوز. 22 مارس 2014. مؤرشف من الأصل في 2014-07-22.
6. ↑  "واشنطن تدين مقتل الشمري مدير اذاعة "العراق الحر" وتدعو لتحقيق شامل". العراق نت. 25 آذار/مارس 2014. مؤرشف من الأصل في 21 أغسطس 2014. {{استشهاد ويب}}: تحقق من التاريخ في: |تاريخ= (مساعدة)
7. ↑  "لا يحمل توقيع بارزاني !! بيان لرئاسة اقليم كردستان حول مقتل بديوي بعد 3 ايام من مقتله". وكالة الاستقلال للأخبار. 25 مارس 2014. مؤرشف من الأصل في 2014-03-25.
8. ↑  "برهم صالح يحذر من تحويل دم بديوي لوسيلة-تأجيج-للعداء-القومي". مؤرشف من الأصل في 2016-03-04.
9. ↑  "أثيل النجيفي لموقع KDP.info: سيحاولون أستغلال قضية الشهيد الدكتور البدويوي من ضمن حالات الاستغلال الكبيرة في التحشيد القومي ضد الكورد". موقع حزب الديمقراطي الكردستاني. مؤرشف من الأصل في 2014-03-25. اطلع عليه بتاريخ 2023-01-29.
10. ↑  "إرم نيوز - موقع إخباري عربي مستقل". ارم نيوز. مؤرشف من الأصل في 2014-03-25. اطلع عليه بتاريخ 2023-01-29.
11. ↑  "حديث المالكي عن "الدم بالدم" يغضب العراقيين". الجزيرة نت. مؤرشف من الأصل في 2014-04-25. [وصلة مكسورة]
12. ↑  "إرم نيوز - موقع إخباري عربي مستقل". أرم نيوز. مؤرشف من الأصل في 2014-03-26. اطلع عليه بتاريخ 2023-01-29.
13. ↑  "متظاهرون كرد في كركوك: نرفض لغة الدم بالدم وتسييس مقتل بديوي". صوت العراق. مؤرشف من الأصل في 2015-09-24. اطلع عليه بتاريخ 2023-01-30.